# 江戸相撲安永4年10月場所
江戸相撲安永4年10月場所（えどすもうあんえい4ねん10がつばしょ）は、安永4年（1775年）10月に開催された江戸相撲（大相撲の前身）の本場所。興行場所は深川八幡神社。

## 概要
この場所は番付上は晴天8日間興行であったが、実際には9日間行われた。

## 幕内番付・星取表
| 東               | 東                  | 東               | 番付      | 西               | 西                  | 西               |
| 備考             | 成績                | 力士名           | 番付      | 力士名           | 成績                | 備考             |
| ---------------- | ------------------- | ---------------- | --------- | ---------------- | ------------------- | ---------------- |
| 新大関（第48代） | 1敗8休              | 大木戸源太夫     | 大関      | 虹ヶ嶽杣右エ門   | 5勝3敗              | 新大関（第49代） |
|                  | 3勝3敗3休           | 比良嶽志賀右エ門 | 関脇      | 伊勢ノ海億右エ門 | 3勝2敗2分2休        |                  |
|                  | 2勝2敗1分1預3休     | 黒岩川右エ門     | 小結      | 達ヶ関森右エ門   | 5勝1敗2預1休        |                  |
|                  | 5勝2敗1預1休        | 石見潟丈右エ門   | 前頭筆頭  | 十万ノ海捷右エ門 | 5勝1敗1分2休        |                  |
|                  | 6敗3分              | 荒灘捨松         | 前頭2枚目 | 越ノ海勇藏       | 3勝3敗1分1預1無勝負 |                  |
|                  | 2勝1分1預2無勝負3休 | 千田川吉五郎     | 前頭3枚目 | 稲川政右エ門     | 6勝1敗1無勝負1休    |                  |
|                  | 6敗3休              | 鳴滝音右エ門     | 前頭4枚目 | 佐渡ヶ嶽沢右エ門 | 4勝2敗2預1休        |                  |

## 備考
- この時代の江戸相撲においては優勝力士という概念は存在していないが、後に定められた優勝制度を遡って準用することができる。本場所においては、稲川が優勝相当となる。